# 찰스 브릭스

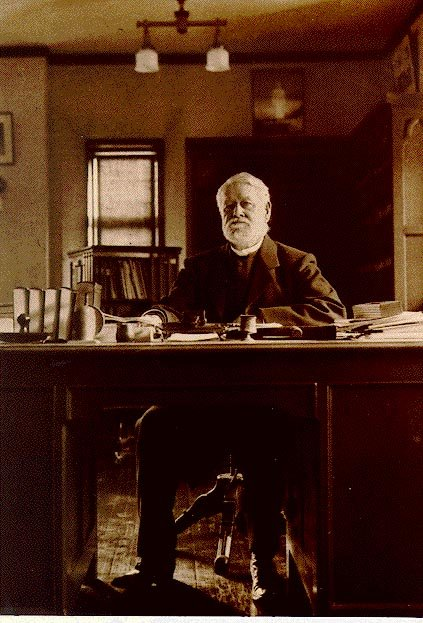
찰스 브릭스

찰스 브릭스(Charles Augustus Briggs; 1841년 1월 15일 - 1913년 6월 8일)는 미국 장로교 학자이며 신학자이다. 뉴욕시 출생으로 장로교에서 이단성으로 파면당하여 성공회로 가서 재임용되었다.

## 이단 재판
1892년 뉴욕 노회에서 이단으로 재판을 받았으나 취소되었다. 그의 이단성은 그가 성경의 해석에 관하여 이성과 교회가 모두 권위를 가지고 있다고 주장한 것에 기인하였다.
그는 성경의 원문에 오류가 있다고 하였으며, 구약의 메시야적 예언이 성취될 수 없다고 주장하였다.
모세 5경의 저자가 모세가 아니라고 하였으며, 이사야서의 저자도 이사야가 아니라고 주장하였다.
1893년에 장로교 총회에서 그는 면직당하였다. 그는 그 이후 성공회로 교단을 옮겨서 프로테스탄트 성공회에서 목사로 임명되었다.

## 저서
- American Presbyterianism: Its Origin and Early History (1885)

## 같이 보기
- 프린스턴 신학교
- 장로교
- 찰스 호지